# Vatan Şaşmaz
Vatansever "Vatan" Şaşmaz (Istanboel, 8 januari 1975 – aldaar, 27 augustus 2017) was een Turks acteur, presentator en auteur.

## Biografie
Şaşmaz werd geboren in Istanboel, maar is afkomstig uit Çanakkale. Zijn moeder gaf hem de bijnaam "Patriot" omdat hij geboren werd in de Vatan Street in Istanboel. In de beginjaren van zijn carrière was hij model waarbij hij verscheen in videoclips en reclameboodschappen.
Samen met Melike Öcalan presenteerde Şaşmaz verscheidene ochtendprogramma's op ATV. Later presenteerde hij ook een tijdschriftprogramma, Özel hat, op dezelfde zender.
Als acteur staat hij bekend om zijn personage Engin, dat hij speelde in de tv-serie Çocuklar Duymasın. Hij speelde ook de rol van Akşemseddin in de film die het leven van deze Ottomaanse religieuze geleerde, dichter en mystieke heilige verteld. In 2004 speelde hij in de rol van dokter Ergun in de film Dudaktan Kalbe. Nadien hernam hij deze rol tijdens de televisieserie, gebaseerd op de rol. Later speelde hij ook nog in de film Keloğlan Kara Prens'e Karşı als de prins op het witte paard.
Bij het internationale publiek werd hij bekend als presentator van het Türkvizyonsongfestival 2013 en Türkvizyonsongfestival 2015.

### Overlijden
Op 27 augustus 2017 werd Şaşmaz in een hotel in Istanboel doodgeschoten door voormalig model en actrice Filiz Aker, met wie hij in 2009 nog een relatie had. Hij werd 42 jaar.

### Privé
Şaşmaz had in 2009 een relatie met Filiz Aker, een model en actrice. Het koppel ging datzelfde jaar nog uit elkaar. Şaşmaz trouwde in 2011 met Nurşen Kocayaş. Drie jaar later scheidde het paar. In 2015 hertrouwde hij met Yasemin Adalı. In februari 2018, zes maanden na Şaşmaz' overlijden, werd hun zoon geboren.